# Diecezja Nnewi
Diecezja Nnewi – diecezja rzymskokatolicka  w Nigerii. Powstała w 2001.

## Biskupi ordynariusze
- Bp Hilary Okeke (2001–2021)
- Bp Jonas Benson Okoye (od 2021)